# Stolzia repens
Stolzia repens är en orkidéart som först beskrevs av Robert Allen Rolfe, och fick sitt nu gällande namn av Victor Samuel Summerhayes. Stolzia repens ingår i släktet Stolzia och familjen orkidéer.

## Underarter
Arten delas in i följande underarter:
- S. r. cleistogama
- S. r. obtusa
- S. r. repens